# Phareicranaus albigyratus
Phareicranaus albigyratus is een hooiwagen uit de familie Cranaidae.